# Florian Miguel
Florian Miguel (Bruges, 1º settembre 1996) è un calciatore francese, difensore del Burgos.

## Caratteristiche tecniche
È una terzino sinistro.

## Carriera
Cresciuto nelle giovanili del Tours, ha esordito in prima squadra il 6 dicembre 2014 in occasione del match di Coppa di Francia vinto ai rigori contro lo Stade Bordelais.
Nel 2018 è stato acquistato dal neopromosso Nîmes.